# WWE Backlash
WWE Backlash je wrestlingová událost, kterou produkuje americká wrestlingová společnost WWE. Od roku 2016 se vysílá živě a lze ji sledovat prostřednictvím pay-per-view (PPV). Vůbec poprvé byla vysílána v roce 1999. Konalo se již 19 akcí, přičemž poslední 19. ročník se konal 4. května 2024 v LDLC Areně v Décines- Charpieu v metropoli Lyonu ve Francii. 
První Backlash se konal v dubnu roku 1999, nahradil tehdejší show In Your House, což bylo měsíční PPV a patřilo i mezi tehdejší „Big Five“ akce: Royal Rumble, WrestleMania, King of the Ring, SummerSlam a Survivor Series. Od svého vzniku až do roku 2009 zastával Backlash pozici show po WrestleManii, konala se každoročně v dubnu, s výjimkou akce v roce 2005, která se konala až v květnu. V roce 2009 byl Backlash nahrazen akcí Extreme Rules, po sedmi letech byla show obnovena a pořádána byla v září po SummerSlamu. Mezi lety 2017 a 2018 se shows konaly v květnu. V roce 2019 byla show plánovaná ale nakonec byla nahrazena jednorázovou akcí s názvem Stomping Grounds. O rok později se konala v červnu. V roce 2021 byla akce opět přesunuta na květen po WrestleManii. Následující dva roky dostala akce název WrestleMania Backlash, další rok dostala opět svůj původní název. V roce 2024 se konala ve Francii s názvem Backlash France, byla to první wrestlingová akce konaná ve Francii.